# Sijing, Shanghai
Sijing (kinesiska: 泗泾) är en köping i Kina. Den ligger i Songjiang i storstadsområdet Shanghai, i den östra delen av landet, omkring 22 kilometer sydväst om den centrala stadskärnan. Antalet invånare är 94 279. Befolkningen består av 42 322 kvinnor och 51 957 män. Barn under 15 år utgör 9,0 %, vuxna 15-64 år 85 %, och äldre över 65 år 4,0 %.